# Anthony Marshall
Anthony Marshall (Las Vegas, Nevada, 20 de marzo de 1991) es un baloncestista estadounidense que pertenece a la plantilla de los Stella Artois Leuven Bears. Con 1,91 metros de estatura, juega en la posición de alero.

## Trayectoria deportiva
Marshall es un tirador formado en UNLV Rebels, que tras no ser elegido en el Draft de la NBA de 2013, dio el salto al baloncesto profesional en Ucrania, en las filas del Ferro-ZNTU Zaporozhye, donde comenzaría la temporada y la acabaría en las filas del Hapoel Tel Aviv B.C. israelí.
En verano de 2014, disputó la liga de verano con los Miami Heat.
Tras no conseguir contrato en la NBA, vuelve a Europa para jugar en Bélgica, primero en las filas del Okapi Aalstar y la siguiente temporada en las filas del Stella Artois Leuven Bears.